# Le Nageur audacieux
Pour plus de détails, voir Fiche technique et Distribution.
Le Nageur audacieux (Der kühne Schwimmer) est un film allemand réalisé par Karl Anton sorti en 1957.
Il s'agit de l'adaptation de la pièce de Franz Arnold et Ernst Bach.

## Synopsis
Le fabricant de sous-vêtements féminins Otto von Senff laisse son ami, le vétérinaire Dr. Hans Sommer pour enfin partir en vacances. Bien que tous deux veuillent aller à Venise avec Ulla, la sœur d'Otto, Otto décide qu'il préfère passer ses vacances dans leur résidence d'été en Bavière. La maison borde un camping qui est bondé. Otto veut partir pour Venise peu de temps après, mais change d'avis lorsqu'il rencontre la séduisante Américaine Gaby Marshall, qui voyage avec son amie Karin Biedermann. Le duo a garé sa caravane au camping. Gaby attendait en fait son fiancé Fritz, mais accepte une invitation d'Otto quand il lui dit qu'il a vu Fritz flirter avec une campeuse. Pendant ce temps, Ulla apprend que Richard Möbius est en vacances au camping avec le teckel Hector. Richard s'intéresse moins à Ulla qu'à son teckel Susi, puisqu'il veut qu'Hector ait une progéniture.
Après une nuit pleine d'alcool, Otto découvre le lendemain matin que Gaby est allée nager. Il la retrouve dans le lac, mais Gaby est sur le point de se noyer. Otto ne sait pas nager et arrête donc le local Xaver Kraxentrager, qui se rend à la clinique sur sa moto. Ce n'est qu'avec la perspective d'un bon revenu que Xaver peut être persuadé de sortir Gaby de l'eau. Il reçoit 20 DM et roule. Quand Gaby revient à elle, elle pense qu'Otto l'a sauvée. Elle est maintenant tellement éprise de lui qu'elle veut l'épouser. Otto accepte et essaie secrètement d'apprendre à nager avec Hans. Désespéré par cela, il finit par rendre la fête de mariage petite pour éviter que les invités sachent qu'il ne sait pas nager. Pendant ce temps, Xaver dit à ses proches qu'il a sauvé une femme et a reçu 20 DM pour cela. Comme la somme est si petite et que Xaver ne peut pas produire de médaille de sauvetage, ses amis ne le croient pas. Xaver se présente donc à Otto le jour du mariage afin de reparler de toute l'affaire.
Lors du mariage, Otto reçoit la médaille. Il oblige Hans à éloigner Xaver. Hans, d'autre part, pense que Fritz est Xaver. Ensemble, ils reparleant à nouveau de l'incident, également avec le détail important qu'Otto ne sait pas nager et cela pourrait mettre en danger le mariage à la fin. Après le mariage civil, Xaver apparaît en premier et demande plus d'argent à Otto. Lorsqu'il découvre que la vérité pourrait détruire le mariage d'Otto, il extorque de plus en plus d'argent à Otto et reçoit également la médaille. Fritz apparaît au mariage peu de temps après et clarifie l'escroquerie. Gaby est outrée et veut divorcer immédiatement. Les tentatives de Hans pour persuader Xaver de faire une fausse déclaration tournent également mal. En fin de compte, tout se résume à la question de savoir si Otto sait nager ou non. Bien que Hans soit convaincu qu'Otto ne peut pas le faire, il s'avère être un bon nageur lorsque la tante de Gaby tombe à l'eau et doit être secourue. Otto et Gaby restent ensemble. Hans et Karin tombent amoureux l'un de l'autre et Ulla et Richard sont également devenus un couple grâce à leurs teckels.

## Fiche technique
- Titre français : Le Nageur audacieux[2]
- Titre original : Der kühne Schwimmer
- Réalisation : Karl Anton
- Scénario : Peter Hamel (de), Gustav Kampendonk
- Musique : Erwin Halletz
- Direction artistique : Wolf Englert (de), Ernst Richter (de)
- Costumes : Margot Schönberger
- Photographie : Hannes Staudinger
- Montage : Elisabeth Kleinert-Neumann
- Production : Ludwig Waldleitner
- Société de production : Roxy Film
- Société de distribution : Constantin Film
- Pays de production :  Allemagne de l'Ouest
- Langue : allemand
- Format : Noir et blanc - 1,37:1 - Mono - 35 mm
- Genre : Comédie
- Durée : 89 minutes
- Date de sortie :
  - Allemagne de l'Ouest : 19 septembre 1957.

## Distribution
- Gunther Philipp : Otto von Senff
- Susanne Cramer : Gaby Marshall
- Gunnar Möller (de) : Dr. Richard Moebius
- Ruth Stephan : Karin Biedermann
- Walter Gross : Dr. Hans Sommer
- Ursula Herwig : Ulla von Senff
- Boy Gobert : Fritz Hohebirke
- Elsie Attenhofer : Tante Katie
- Franz Muxeneder : Xaver Kraxentrager
- Hanita Hallan (de) : Lili Jonas
- Hilde Berndt (de) : Emma
- Franz Fröhlich (de) : le bourgmestre

## Production
Le film est tourné notamment dans les Bavaria Filmstudios, Geiselgasteig.